# Avistamentos de OVNIs no espaço sideral

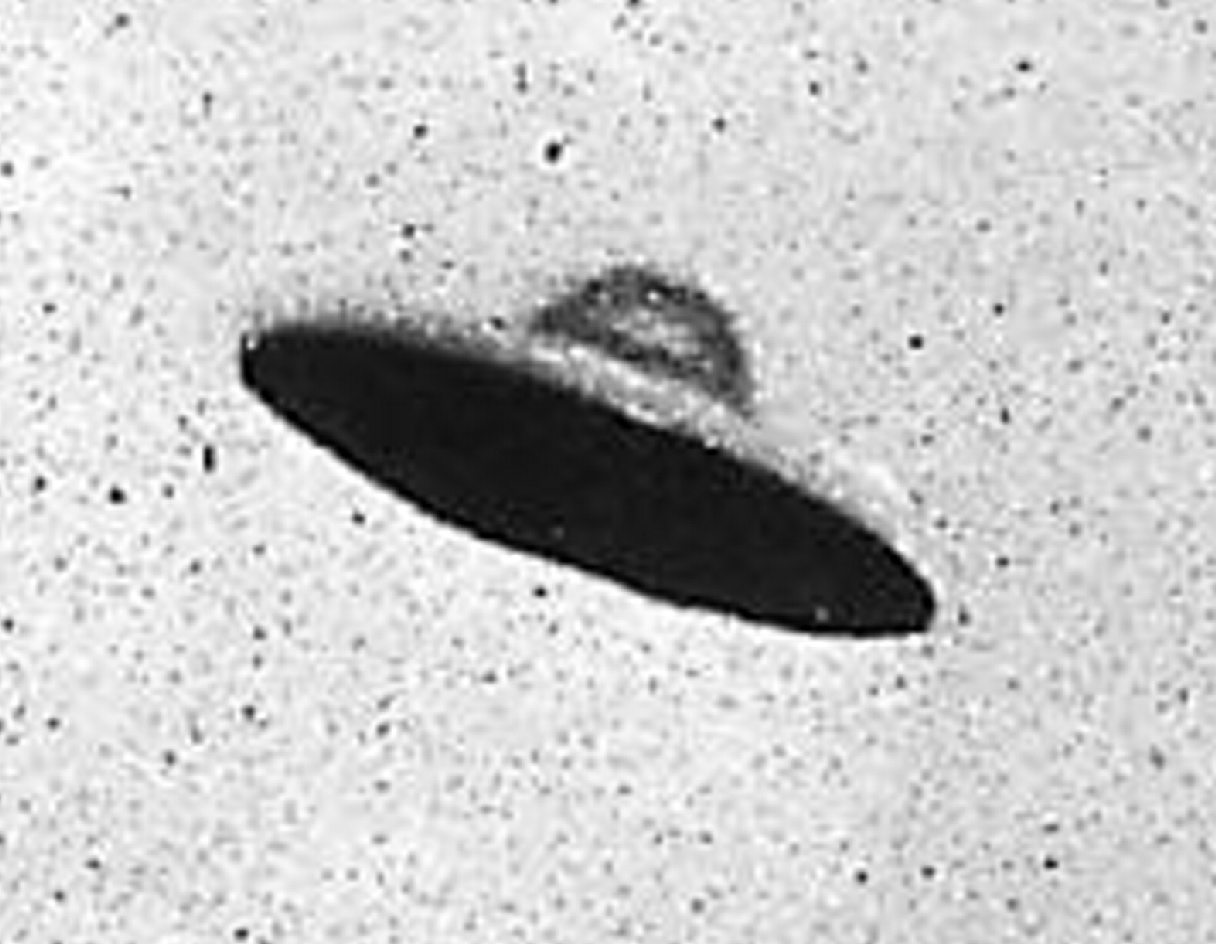

Avistamentos de OVNIs no espaço sideral são avistamentos de objetos voadores não identificados, no inglês (UFO), relatados por astronautas enquanto estavam no espaço que eles não podiam explicar na época. Esses avistamentos foram reivindicados como evidência de visitas de  alienígenas por ufologistas. Alguns dos alegados avistamentos nunca ocorreram: o escritor de ficção científica Otto Binder perpetuou uma farsa, alegando que o comandante da Apollo 11, Neil Armstrong, havia encontrado OVNIs durante a missão Apollo. Os defensores dos OVNI vêem os comentários de astronautas ou as fotos processadas pela NASA como um dos "corpos de prova mais fortes" porque são considerados de alta confiabilidade; no entanto, o administrador assistente da NASA para assuntos legislativos, Robert F. Allnut, concluiu em uma carta de 1970: "após quinze anos de viagens espaciais tripuladas, incluindo estações espaciais e pouso na Lua, os astronautas não trouxeram nem um pingo de evidência - verbal, fotográfica ou outra - da existência de naves extraterrestres, ou OVNIs.
Em 2009, as filmagens da NASA foram postadas no YouTube por ufologistas que "renovaram as teorias da conspiração OVNI de que o governo está escondendo conhecimento sobre suas interações com a vida inteligente", contando com uma "falta de contexto" para promover uma "coleção de imagens e alegações indistintas ". Vários incidentes foram coletados para um episódio da série de televisão de 2014 Are We Alone?.